# Cohabitar
El cohabitar o la cohabitación es un tipo de acuerdo en el que dos personas que no están unidas en matrimonio viven juntas. A menudo la pareja está involucrada en una relación romántica o sexual íntima a largo plazo o de forma permanente. Estos acuerdos se han vuelto cada vez más comunes en los países occidentales desde finales del siglo XX, impulsados por puntos de vista sociales cambiantes, con una liberalización de la moral sexual, especialmente con respecto al matrimonio, los roles de género y la religión.
En un sentido estricto, el término cohabitar significa  que dos o más personas viven juntas. "Cohabitar", en sentido amplio, significa "coexistir". El origen del término se remonta a mediados del siglo XVI, del latín cohabitare, de co- 'juntos' + habitare 'habitar'.

## Cambios sociales que conducen a un aumento de la cohabitación

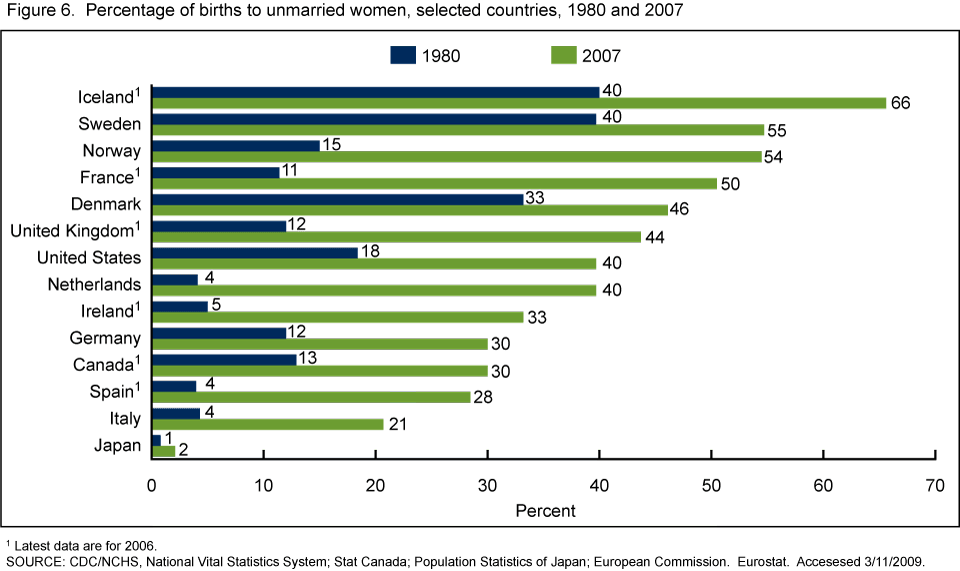
Porcentaje de nacimientos de mujeres solteras, países seleccionados, 1980 y 2007

Hoy en día, cohabitar es un patrón de vínculo común entre las personas en el mundo occidental.
En Europa, los países escandinavos han sido los primeros en iniciar esta tendencia principal, aunque muchos países la han seguido desde entonces. La Europa mediterránea ha sido tradicionalmente muy conservadora, con la religión jugando un papel importante. Hasta mediados de la década de 1990, los niveles de cohabitar se mantuvieron bajos en esta región, pero desde entonces han aumentado.
Durante las últimas décadas, en los países occidentales, ha habido un aumento en el cohabitar de parejas no casadas. Históricamente, muchos países occidentales han sido influenciados por doctrinas cristianas sobre el sexo, que se oponen al cohabitar entre solteros. A medida que las normas sociales han cambiado, estas creencias se han vuelto menos sostenidas por la población y algunas denominaciones cristianas hoy ven el cohabitar como un precursor del matrimonio. El papa Francisco casó en 2014 a una pareja que cohabitaba y tenía hijos, mientras que el ex arzobispo de Canterbury Rowan Williams y el arzobispo de York John Sentamu expresaron su tolerancia a la cohabitación.
En las últimas décadas, las altas tasas de participación de las mujeres en la fuerza laboral y la disponibilidad generalizada de anticonceptivos reversibles de acción prolongada altamente efectivos ha llevado a las mujeres a tomar decisiones individuales sobre su reproducción con una menor dependencia de sus parejas masculinas para la estabilidad financiera. Todos estos cambios favorecieron acuerdos de cohabitación como alternativas al matrimonio.
En Europa Central y Oriental, a fines de la década de 1980 y principios de la de 1990, se produjeron importantes cambios políticos, como la caída de los gobiernos comunistas. Estas sociedades entraron en una nueva era de mayor libertad social, reglas menos rígidas y gobiernos menos autoritarios. Interactuaron con Europa Occidental y algunos países se convirtieron en miembros de la Unión Europea. Por ello patrones de la vida familiar han comenzado a cambiar: las tasas de matrimonio han disminuido y el matrimonio se pospuso para una edad más avanzada. El cohabitar y los nacimientos de madres solteras aumentaron, y en algunos países el aumento fue muy rápido.
La desinstitucionalización del matrimonio se refiere al debilitamiento de las normas sociales y legales que regulan el comportamiento de las personas con respecto al matrimonio. El aumento de la cohabitación es parte de un conjunto de cambios sociales importantes tales como: mayor tasa de divorcios, mayor edad en el primer matrimonio y la maternidad, y más nacimientos fuera del matrimonio. Se han citado factores como la secularización, una mayor participación de las mujeres en la fuerza laboral, el cambio en el significado del matrimonio, la reducción del riesgo, el individualismo y el cambio de opiniones sobre la sexualidad como factores que contribuyen a estos cambios sociales. También ha habido un cambio en la ética sexual moderna, con un enfoque en el consentimiento, en lugar del estado civil (es decir, despenalización del adulterio y la fornicación; criminalización de la violación conyugal), lo que refleja nuevos conceptos sobre el papel y el propósito de la interacción sexual, y nuevas conceptualizaciones de la sexualidad femenina y de la autodeterminación. Ha habido objeciones contra la regulación legal y social de la sexualidad femenina; con tales regulaciones a menudo consideradas como violaciones de los derechos de la mujer. Además, algunas personas pueden sentir que el matrimonio es innecesario u obsoleto, lo que lleva a las parejas a no formalizar su relación. Por ejemplo, en el European Values Study (EVS) de 2008, el porcentaje de encuestados que estuvo de acuerdo con la afirmación de que "el matrimonio es una institución obsoleta" fue del 37.5% en Luxemburgo, el 35.4% en Francia, el 34.3% en Bélgica, el 31 2% en España, 30,5% en Austria, 29.2% en Alemania, 27.7% en Suiza, 27.2% en Bulgaria, 27.0% en los Países Bajos, 25.0% en Eslovenia.
El hecho de que muchas parejas opten por vivir juntas sin formalizar su relación también es reconocido por la Unión Europea. Una directiva de 2004 prohíbe a los miembros de la UE denegar la entrada o la residencia a al miembro de una pareja "con el que el ciudadano de la Unión tiene una relación duradera, debidamente acreditada".
Una posible razón para las opiniones más permisivas y menos tradicionales sobre la convivencia sería una baja proporción de sexos. Una proporción de sexos baja significaría que hay muchas más mujeres que hombres, lo que da como resultado valores sociales diferentes y comportamientos aceptables.

## Razones para cohabitar en Estados Unidos
A principios del siglo XXI, el cohabitar en los Estados Unidos a menudo se considera un paso natural en el proceso de noviazgo. De hecho, "la convivencia se está convirtiendo cada vez más en la primera unión bajo un mismo techo formada entre adultos jóvenes". En 1996, más de dos tercios de las parejas casadas en los Estados Unidos dijeron que vivían juntos antes de casarse. "En 1994, había 3.7 millones de parejas que cohabitaban en los Estados Unidos". Este es un aumento importante con respecto a hace algunas décadas. Según la Doctora Galena Rhoades, "antes de 1970, el cohabitar fuera del matrimonio era poco común, pero a fines de la década de 1990, al menos entre el 50% y el 60% de las parejas vivían juntas antes del matrimonio.
Las personas pueden vivir juntas por varias razones. Los cohabitantes pueden vivir juntos para ahorrar dinero, por la comodidad de vivir con otra persona o por la necesidad de encontrar una vivienda. Las personas de bajos ingresos que enfrentan incertidumbre financiera pueden retrasar o evitar el matrimonio, no solo por la dificultad de pagar una boda, sino también por temor a sufrir dificultades financieras si un matrimonio termina en divorcio.
Al ser consultados sobre las razones por las que cohabitan, la mayoría de las parejas enumeraron razones como pasar más tiempo juntas, razones basadas en la conveniencia y probar sus relaciones, mientras que pocas indicaron que lo hacen porque no creen en el matrimonio. Los costos extremadamente altos de la vivienda y del costo de vida de la economía actual también son factores que pueden llevar a una pareja a cohabitar.
A comienzos del siglo XXI, el sesenta por ciento de todos los matrimonios están precedidos por un período de cohabitación. Los investigadores sugieren que las parejas viven juntas como una forma de probar el matrimonio para probar la compatibilidad con sus parejas, sin dejar de tener la opción de terminar la relación sin papeleos legales. En 1996, "Más de las tres cuartas partes de todos los cohabitantes informan planes de casarse con sus parejas, lo que implica que la mayoría de ellos veía el cohabitar como un preludio del matrimonio. El cohabitar comparte muchas cualidades con el matrimonio, a menudo las parejas que conviven comparten una residencia, recursos personales, excluyen las relaciones íntimas con otros y, en más del 10% de las parejas que cohabitan, tienen hijos. "Muchos adultos jóvenes creen que la cohabitación es una buena manera de poner a prueba sus relaciones antes del matrimonio. Las parejas que tienen planes de casarse antes de mudarse juntas o que están comprometidas antes de cohabitar suelen casarse dentro de los dos años de haber vivido juntas. La cohabitación por parte de una pareja a menudo termina en matrimonio o en ruptura; según un estudio de 1996, aproximadamente el 10% de las uniones que cohabitan permaneció en este estado más de cinco años. Según una encuesta realizada por el Centro Nacional de Estadísticas de Salud, "más de la mitad de los matrimonios entre 1990 y 1994 entre mujeres comenzaron como cohabitación.
La cohabitación puede ser una alternativa al matrimonio en situaciones en las que el matrimonio no es posible por motivos económicos o familiares (como matrimonios del mismo sexo, interraciales o interreligiosos).
La cohabitación, a veces llamada matrimonio de facto, se está volviendo más común como un sustituto del matrimonio convencional. El matrimonio de hecho en los Estados Unidos todavía se puede contraer en nueve estados de Estados Unidos y en otros dos con restricciones. Esto ayuda a proporcionar a la pareja sobreviviente una base legal para heredar las pertenencias del difunto en caso de fallecimiento de su pareja cohabitante. En las parejas que cohabitan a principios del siglo XXI, el cuarenta por ciento de los hogares incluyen niños, lo que  da una idea de cómo el cohabitar es un nuevo tipo normativo de dinámica familiar. A partir de 2012, el 41% de todos los nacimientos en los Estados Unidos fueron de mujeres solteras. En tres estados (Mississippi - 55%, Louisiana - 53% y Nuevo México - 52%) los nacimientos fuera del matrimonio fueron la mayoría; el porcentaje más bajo de nacimientos fuera del matrimonio se registró en Utah, con un 19%. Durante el período 2006-2010, el 58% de los nacimientos fuera del matrimonio fueron de padres que cohabitaban.

## Objeciones contemporáneas a cohabitar
Las objeciones contemporáneas a las parejas que cohabitan incluyen la oposición religiosa a las uniones no matrimoniales, la presión social para que las parejas se casen y los efectos potenciales de la cohabitación en el desarrollo de un niño.
El aumento en el número de parejas que cohabitan y de niños nacidos fuera del matrimonio en el mundo occidental ha hecho de la convivencia un foco importante de la investigación sociológica. El aumento de las parejas que cohabitan en los Estados Unidos, de alrededor de 450000 en 1960 a 7.5 millones en 2011 ha ido acompañado de una investigación estadounidense realizada sobre el desarrollo infantil en hogares que cohabitan. Quienes se oponen a la cohabitación dicen que la paternidad fuera del matrimonio es un entorno inadecuado para el desarrollo de un niño. Un estudio de 2002 correlacionó las habilidades numéricas más bajas y la delincuencia más alta con los hijos de parejas que cohabitan, sin embargo, estudios recientes que controlan factores como la pobreza, el nivel educativo de los padres y la violencia en el hogar muestran que los hijos de parejas que cohabitan tienen un desarrollo similar a pares de parejas casadas comparables.

### Efecto en los niños
En 2001, los investigadores compararon a los niños adolescentes que vivían en un hogar que cohabitaba (una madre soltera y su novio que no era pariente del adolescente) con sus compañeros en hogares monoparentales. Los resultados mostraron que los adolescentes blancos e hispanos tenían un rendimiento más bajo en la escuela, un mayor riesgo de suspensión o expulsión que sus compañeros de hogares monoparentales y la misma tasa de problemas emocionales y de comportamiento.
Un estudio sobre la Encuesta Nacional de Crecimiento Familiar de 1995 y 2002 encontró aumentos tanto en la prevalencia como en la duración de la cohabitación sin matrimonio. El estudio encontró que el 40% de los niños en los Estados Unidos vivirían en un hogar que cohabitaba a los 12 años, y los niños nacidos de madres solteras tenían más probabilidades que los nacidos de madres casadas de vivir en un hogar que cohabitaba. El porcentaje de mujeres de 19 a 44 años que habían convivido alguna vez aumentó del 45% en 1995 al 54% en 2002.
En 2002, se descubrió que el 63% de las mujeres que se graduaron de la escuela secundaria pasaban algún tiempo conviviendo, en comparación con solo el 45% de las mujeres con un título universitario de cuatro años. Las parejas que conviven y que tienen hijos a menudo se casan. Un estudio encontró que los niños nacidos de padres que cohabitan tienen un 90% más de probabilidades de terminar viviendo en hogares con padres casados que los niños nacidos de madres solteras. Se espera que el 67% de las madres hispanas solteras se casen, mientras que el 40% de las madres afroamericanas se casarán.

### Puntos de vista religiosos
Los estudios han encontrado que la afiliación religiosa se correlaciona con la cohabitación y el matrimonio. La gente suele citar razones religiosas para oponerse a la convivencia. La Iglesia católica y casi todas las principales denominaciones protestantes de todo el mundo se oponen a la convivencia y la consideran el pecado de fornicación. Sin embargo, otros, como la Iglesia de Inglaterra, "dan la bienvenida a las parejas que cohabitan en la Iglesia y las animan a considerar la cohabitación como un preludio del matrimonio cristiano".
La religión también puede dar lugar a presiones sociales contra la convivencia, especialmente en comunidades muy religiosas. Algunas parejas pueden abstenerse de cohabitar porque uno o ambos miembros de la pareja temen decepcionar o alienar a miembros conservadores de la familia. Los adultos jóvenes que crecieron en familias que se oponen a la convivencia tienen tasas más bajas que sus pares. El aumento de la convivencia en Estados Unidos y otras naciones desarrolladas se ha relacionado con la secularización de esos países. Los investigadores han observado que los cambios en la demografía religiosa de una sociedad han acompañado el aumento de la convivencia.
Las relaciones no matrimoniales y entre personas del mismo sexo están prohibidas por la ley islámica de Zina, y la cohabitación es ilegal en muchos países de mayoría musulmana, incluidos Arabia Saudita, Afganistán, Irán, Kuwait, Maldivas, Marruecos, Omán, Mauritania, Emiratos Árabes Unidos, Sudán, y Yemen.